# Orgels van de Nieuwe Kerk (Amsterdam)

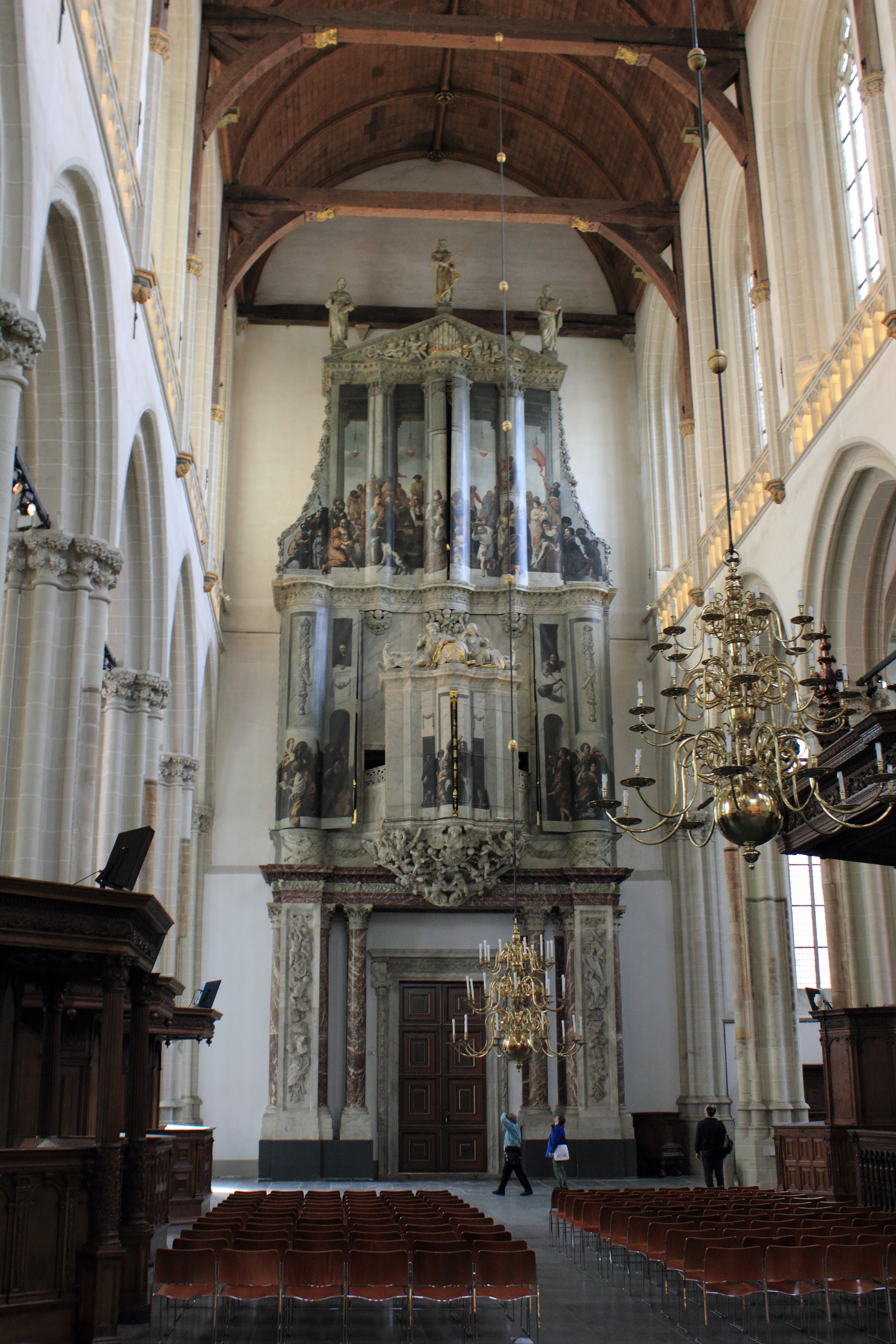
Hoofdorgel met gesloten luiken

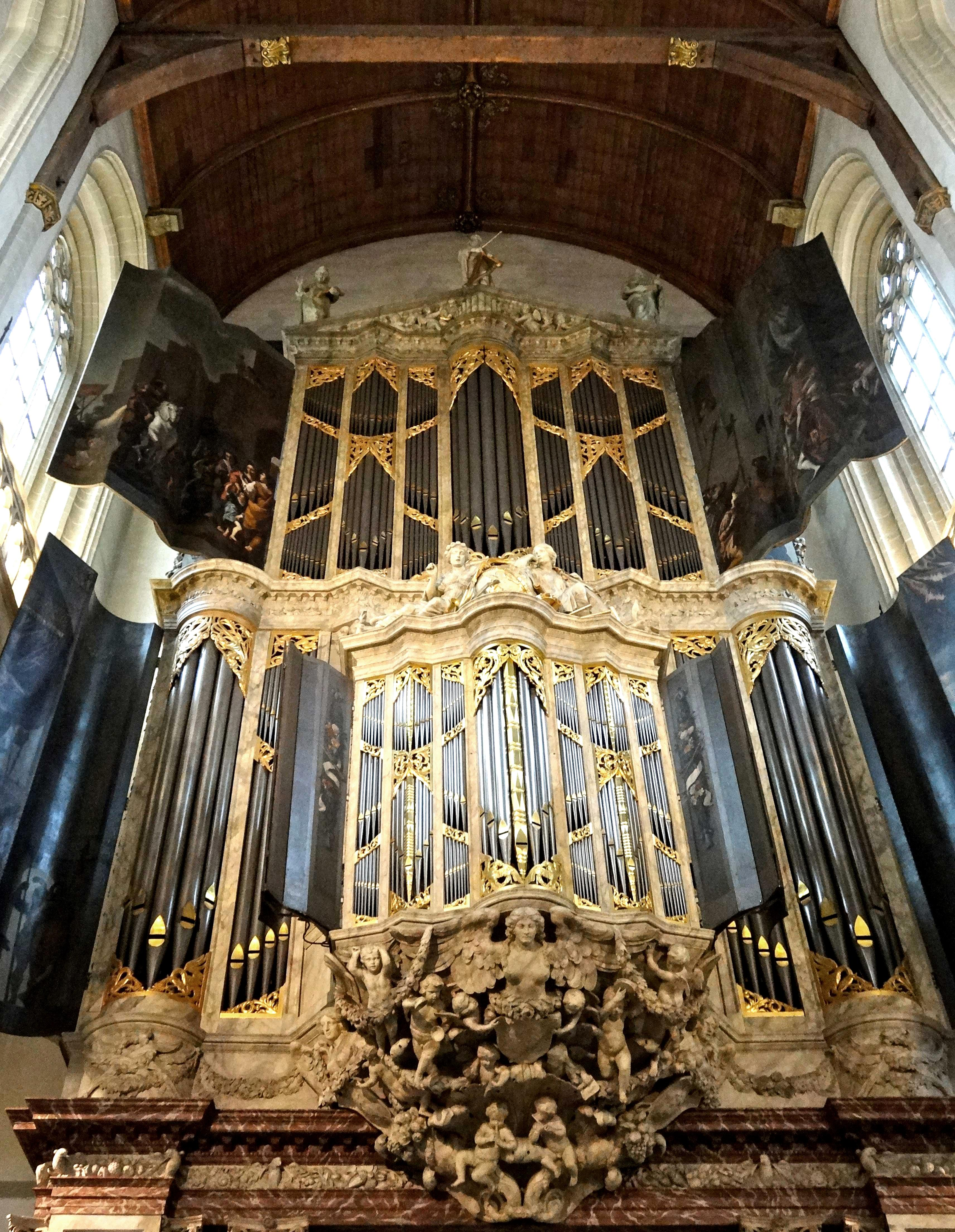
Hoofdorgel met geopende luiken

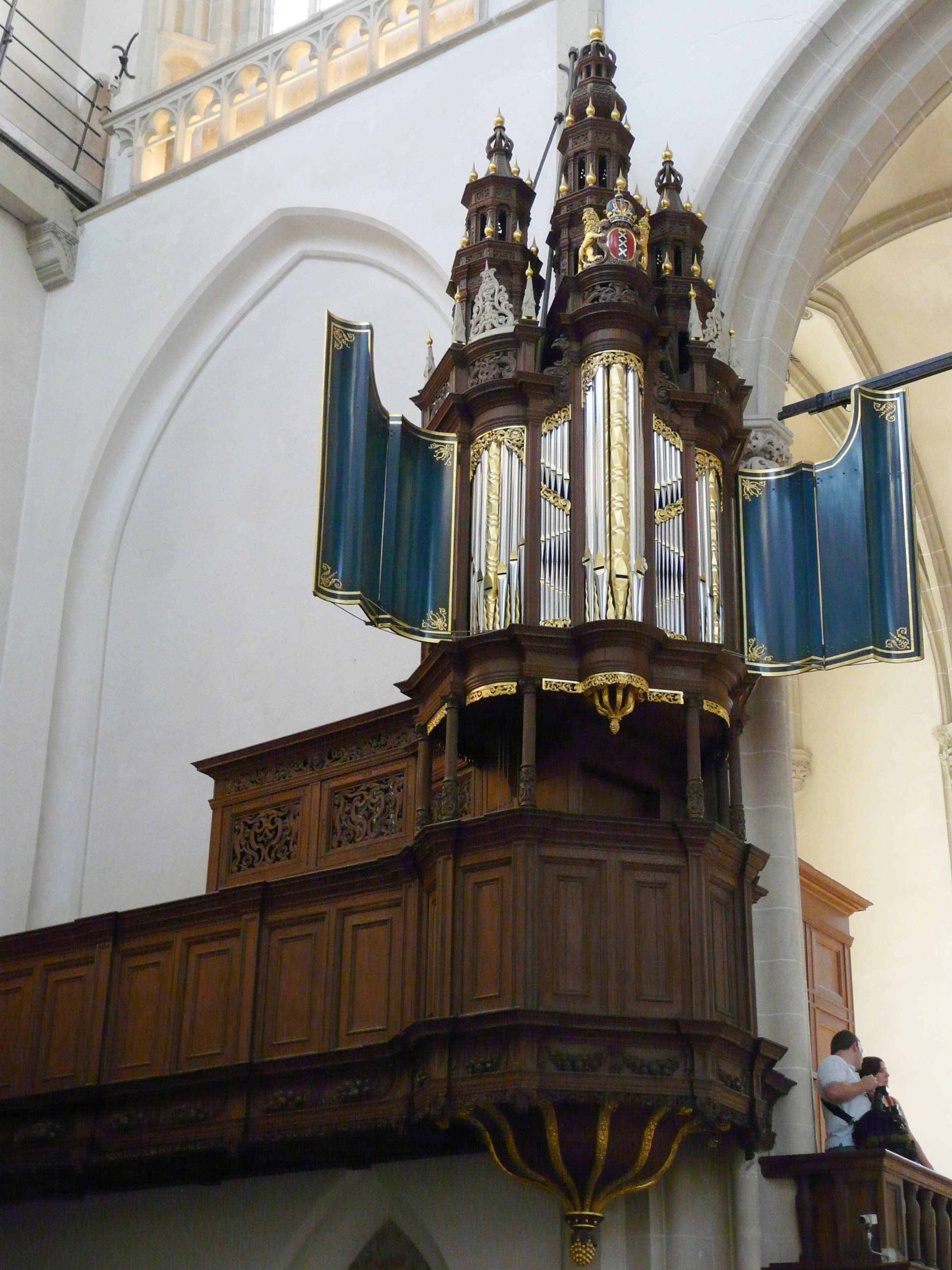
Transeptorgel

In de Nieuwe Kerk in Amsterdam bevinden zich twee pijporgels. Het drie-klaviers hoofdorgel en een transeptorgel.
Het hoofdorgel, gemaakt door Schonat in 1652 en uitgebreid in 1668 door Hagerbeer, maakte in 1991 onderdeel uit van de Lijst 'Top 10' overige objecten,  Orgels van het toenmalige ministerie van WVC in verband met aanvullende beschermende maatregelen bij buitengewone omstandigheden.

## Hoofdorgel
Een van de grootste blikvangers van de Nieuwe Kerk is het imposante hoofdorgel. Nadat de kerk in 1645 door brand was getroffen, wenste de burgerlijke overheid een nieuw groot orgel aan de westwand van de kerk. Vanzelfsprekend waren de Van Hagerbeers, die op dat moment met het kleine orgel bezig waren, een sterke kandidaat. Echter overleed Germer Galtuszn. van Hagerbeer nog voor hij met de bouw kon beginnen. Zijn veel jongere halfbroer Jacobus Galtuszn werd als te onervaren werd gezien waardoor de opdracht pas in 1650 ging naar Hans Wolff Schonat uit Kitzingen am Main. Deze orgelmaker voltooide het nieuwe orgel in 1655.
De Duitse achtergrond van Schonat heeft een duidelijk stempel op het orgel gedrukt. Een van de meest opvallende kenmerken is de grote bezetting van het Pedaal. Waar in de Hollandse traditie er vaak niet meer dan 4 stemmen werden gebouwd, bestond dit pedaalwerk uit 11 stemmen met veel grote pijpen. Het werd uiteindelijk in twee aparte kassen aan weerszijden van het rugwerk geplaatst. De orgelkast werd ontworpen door Jacob van Campen, waarbij Artus Quellinus voor het beeldhouwwerk leverde en de beschilderingen werden uitgevoerd door Jan Gerritsz. van Bronckhorst.
Toch was het nieuwe orgel, met 26 stemmen, niet echt groot. Al snel na de oplevering gingen er stemmen op om het orgel te vergroten. In 1668 werd alsnog aan Jacobus van Hagerbeer opgedragen het orgel te vergroten. Deze bouwde niet alleen een derde klavier van 11 stemmen, het bovenwerk, maar ook het bestaande werk van Schonat werd aangepast en vergroot. Van vele registers werden er pijpen meervoudig verdubbeld, tot soms wel 6 pijpen per toets. Toen Van Hagerbeer in 1670 overleed, nam zijn meesterknecht Roelof Barentszn Duyschot het werk over en voltooide het orgel in 1673.
De negentiende eeuw bracht de nodige veranderingen in het orgel. Allereerst werd het orgel in 1825 door Hermanus Knipscheer een extra windlade gebouwd voor het hoofdwerk, waarop een Fagot 16' en een Trompet 8' werden geplaatst.
In 1838-1840 werd een grote renovatie uitgevoerd door Jonathan Bätz. Naast herstel en schoonmaak van toen sterk vervuilde orgel, verwijderde hij zeer veel pijpverdubbelingen. De door Knipscheer geplaatste tongwerken werden vernieuwd, evenals de Cornet. Waarschijnlijk is toen ook de orgelkast in een eiken-imitatie geschilderd.
In 1912 werd door orgelmaker Michaël Maarschalkerweerd de windvoorziening aangepast. Het balgenhuis, dat tot dusver op de onderbouw van de nooit voltooide toren had gestaan, diende in verband met de kerkrestauratie te verdwijnen. De acht spaanbalgen werden vervangen door één magazijnbalg, waarbij tevens een elektrische windmachine werd aangesloten. In 1957 werd een restauratie uitgevoerd door Firma J. de Koff. Twee jaar later echter werd de kerk abrupt gesloten wegens bouwvalligheid. Het orgel werd door De Koff gedemonteerd en voorlopig opgeslagen in de Oosterkerk.
Toen de kerk door de Hervormde Gemeente was overgedragen aan de 'Nationale Stichting De Nieuwe Kerk' en het gebouw werd gerestaureerd, werd het orgel opnieuw gerestaureerd, ditmaal door de firma Marcussen & Søn uit het Deense Aabenraa onder toezicht van Cor Edskes. De restauratie behelsde een vrijwel complete terugkeer naar de toestand van vlak vóór de restauratie van Bätz, waarbij enkele stemmen van Bätz gehandhaafd bleven. De vele pijpverdubbelingen werden opnieuw aangebracht. In 1981 werd het orgel opgeleverd en door de titularis organisten Gustav Leonhardt en Bernard Winsemius ingespeeld.

### Trivia Hoofdorgel
Het orgel is als een van de weinige orgels voorzien van springladen. Deze bijzondere constructie werd door de organisten vaak als een belemmering gezien, daar de knoppen na het uittrekken vastgehaakt dienden te worden omdat ze anders weer inklappen. Zowel de toezichthouders van de kerk als de orgelmakers die het instrument onderhielden waren van mening dat deze springladen zeer van invloed waren op de bijzondere zilverachtige klank van het orgel, waardoor pogingen om deze te vervangen nooit zijn uitgevoerd.
Bij de restauratie van 1981 werden de luiken voorzien van een pneumatisch bedieningssysteem. Door dit systeem is het openen en sluiten van de luiken veel gemakkelijker waardoor de luiken doorgaans ook gesloten zijn. Dit in tegenstelling tot veel grote stadsorgels waar de luiken nog zelden gesloten worden.
Op 2 februari 2002 bij het kerkelijk huwelijk van prins Willem Alexander en prinses Máxima werden de luiken geopend toen het bruidspaar binnenkwam, waardoor het orgel het paar als het ware omarmde.

### Dispositie Hoofdorgel
| I Rugpositief (CDE-c3) |                |
| Prestant               | 8' I-IV sterk  |
| Holpijp                | 8'             |
| Quintadena             | 8'             |
| Octaaf                 | 4' I-IV sterk  |
| Openfluit              | 4' I-II sterk  |
| Quintfluit             | 3' I-III sterk |
| Superoctaaf            | 2' I-VI sterk  |
| Speelfluit             | 2' I-II sterk  |
| Fluit                  | 2' I-III sterk |
| Quartanus              | II-IV sterk    |
| Mixtuur                | VI-X sterk     |
| Scherp                 | VIII-XII sterk |
| Sexquialter            | II-X sterk     |
| Cornet discant         | VI-IX sterk    |
| Trompet                | 8'             |
|                        |                |
| Tremulant              |                |

| II Hoofdwerk (CDE-c3) |                |
| Prestant              | 16' I-II sterk |
| Quintadena            | 16'            |
| Octaaf                | 8' I-IV sterk  |
| Holpijp               | 8'             |
| Octaaf                | 4' I-V sterk   |
| Gemshoorn             | 4' I-II sterk  |
| Quint                 | 3' I-III sterk |
| Mixtuur               | VI-VIII sterk  |
| Scherp                | VI-VIII sterk  |
| Dulciaan              | 16'            |
| Trompet               | 8'             |

| III Bovenwerk (CDE-c3) |                    |
| Prestant               | 8' I-IV sterk      |
| Baarpijp               | 8'                 |
| Quintadena             | 8'                 |
| Octaaf                 | 4' I-V sterk       |
| Octaaf                 | 2' I-V sterk       |
| Nazat                  | 1 1/3' I-III sterk |
| Sifflet                | 1' I-III sterk     |
| Sexquialter            | II-VI sterk        |
| Scherp                 | III-VI sterk       |
| Trompet                | 8'                 |
| Vox Humana             | 8'                 |
|                        |                    |
| Tremulant              |                    |

| Pedaal (CD-d1) |               |
| Prestant       | 16'           |
| Bourdon        | 16'           |
| Octaaf         | 8' I-II sterk |
| Bourdon        | 8'            |
| Roerquint      | 6'            |
| Octaaf         | 4' I-II sterk |
| Quint          | 3' I-II sterk |
| Mixtuur        | VII sterk     |
| Bazuin         | 16'           |
| Trompet        | 8'            |
| Trompet        | 4'            |

Koppelingen
- Rugwerk/Pedaal
- Hoofdwerk/Pedaal
- Bovenwerk/Hoofdwerk
- Hoofdwerk/Rugwerk.

## Transeptorgel
Het transeptorgel is gebouwd in 1651 door Jacobus van Hagerbeer. Het ontstond als een zeer grondige renovatie van een instrument dat van vóór de kerkbrand van 1645 stamde en zich ten tijde van de brand in de werkplaats van Van Hagerbeer bevond. Na oplevering waren alleen kas en een gedeelte van het pijpwerk nog oud. De rest van het binnenwerk was nieuw gemaakt door Van Hagerbeer. Deze breidde het orgel in 1664 uit waarbij hij mogelijk een klein borstwerk verving door een Zijwerk met meer en grotere stemmen.
Toen het in 1670 werd toegestaan dat de gemeentezang werd begeleid door orgels, kwam het zwaartepunt van het orgelgebruik in de Nieuwe Kerk bij het hoofdorgel te liggen. Voordien werden de orgels alleen gebruikt voor concertante bespelingen en waren het met name de kleine orgels die hiervoor gebruikt werden. Naarmate in de 18e en 19e eeuw de concertbespelingen verminderden werd het transeptorgel voornamelijk nog als stand-in gebruikt als het grote orgel buiten gebruik was door storingen of reparaties. Het onderhoud beperkte zich tot kleine reparaties die het orgel speelbaar moesten houden. Een laatste grote wijziging van het instrument vond in 1866 plaats toen Pieter Flaes nieuwe frontpijpen plaatste. Vanaf toen werd er geen onderhoud meer gepleegd.
Ergens tussen 1866 en 1910 is het pijpwerk uit het orgel gehaald. In dat laatste jaar, bij de restauratie van het kerkgebouw, werden de balgen verwijderd. Deze bevonden zich op een galerij naast het orgel die diende te verdwijnen. In de Tweede Wereldoorlog werden plannen gemaakt tot het herbouwen van het orgel die in 1948 onder leiding van mr. Arie Bouman van de Nederlandse Klokken en Orgelraad en door orgelbouwer Dirk Andries Flentrop daadwerkelijk werden gerealiseerd. Omdat specifieke gegevens ontbraken werden door Bouman echter de nodige vrijheden toegepast, waardoor zelfs oorspronkelijk materiaal werd veranderd.
Toen in de jaren '70 het kerkgebouw opnieuw werd gerestaureerd, werd dit materiaal verwijderd. Onder leiding van Cor Edskes werd door Flentrop Orgelbouw een nieuwe reconstructie uitgevoerd, waarbij het oude materiaal als voorbeeld werd genomen. Er bleek tevens een redelijke hoeveelheid oud materiaal, dat in 1948 was verwijderd, door Flentrop te zijn bewaard, waardoor dit opnieuw kon worden ingepast. In 1989 werd de renovatie afgesloten en werd het orgel feestelijk in gebruik genomen door de organisten Bernard Winsemius en Gustav Leonhardt.
Het orgel wordt thans, net als vroeger, gebruikt voor concertante bespelingen.

#### Trivia Transeptorgel
Van het oude orgel zijn, behalve het pijpwerk, vrij veel onderdelen bewaard gebleven. Zo is de kast zeer waarschijnlijk gedeeltelijk van vóór 1645. Daarnaast zijn de windladen, mechanieken en klavieren van Van Hagerbeer goed bewaard gebleven. Een aparte vermelding hierbij is de constructie van het pedaal. Vrijwel het gehele pedaalmechaniek is vastgemaakt aan het Zijwerk, wat op zich gebruikelijk is. Echter voor de tonen h0, c1, cis1 en d1 is een aparte windlade en mechaniek gemaakt met dezelfde stemmen als het Zijwerk.
Waarom Van Hagerbeer dit zo heeft gebouwd is tot op heden niet duidelijk. Wel is dit door Flentrop gerespecteerd en als zodanig ook weer ingevuld.

### Dispositie Transeptorgel
| Hoofdwerk II CDE - c3 |                          |
| Prestant              | 8'                       |
| Holpijp               | 8'                       |
| Octaef                | 4'                       |
| Gemshoorn             | 2'                       |
| Tertiaen              | 1 3/5' vanaf b2 II sterk |
| Quint                 | 1 1/2' vanaf b2 II sterk |
| Quintfluyt            | 1 1/2' vanaf f1 II sterk |
| Superoctaef           | 1' vanaf dis1 II sterk   |
| Mixtuer               | IV-V sterk               |
| Scherp                | IV-VI sterk              |
| Sexquialter discant   | II sterk                 |
| Dulciaen              | 8'                       |

| Zijwerk I CDE - c3 |        |
| Prestant           | 8'     |
| Quintadena         | 8'     |
| Octaef             | 4'     |
| Fluyt              | 4'     |
| Quint              | 3'     |
| Tertiaen           | 1 3/5' |
| Trompet            | 8' B/D |
| Tremulant          |        |

| Pedaal CDE - d1                                                |
| C-bes0 aangehangen aan het Zijwerk                             |
| h0, c1, cis1, d1 eigen windlade met zelfde stemmen als Zijwerk |

- Toonhoogte: a1 = 460 Hz.
- Stemming: Middentoon
- Winddruk: 68mm waterkolom

## Organisten
In 1980 werden Gustav Leonhardt en Bernard Winsemius aangesteld als 'organist titulair'. Toen Leonhardt in 2012 overleed, werd Henk Verhoef aangesteld als nieuwe organist titulair. Winsemius is sindsdien 'senior organist titulair'.